# Sandra Gómez López
Sandra Gómez López (Valencia, 23 de julio de 1985) es una abogada y política española. Es diputada al Parlamento Europeo desde junio de 2024. Fue la vicealcaldesa de la ciudad de Valencia, y se ocupó de las Concejalías de Desarrollo Urbano y Envejecimiento Activo. Anteriormente, ejerció de Primera Teniente de Alcalde del Ayuntamiento de Valencia desde el 5 de agosto de 2016 hasta el 21 de julio de 2019. Se convirtió en la mujer más joven en hacerse cargo de la Concejalía de Protección Ciudadana, desde donde impulsó el Grupo Gamma, una unidad de la Policía Local de Valencia que atiende y protege a las víctimas de malos tratos y violencia machista. Bajo su liderazgo también se crea València Activa, con el objetivo de coordinar las estructuras existentes en el Ayuntamiento de València en materia de desarrollo económico y empleo. Además, ha sido secretaria general del Partido Socialista del País Valenciano (PSPV-PSOE) en la ciudad de Valencia hasta mayo de 2025, cuando la sustituye Pilar Bernabé.

## Biografía

### Infancia y juventud
Sandra Gómez crece en els Poblats Maritims de Valencia y pasa su infancia y adolescencia en el barrio del Cabanyal-Canyamelar, donde participa activamente del movimiento asociativo festivo y cultural del barrio, desde Las Fallas a la Semana Santa Marinera. Se afilia a las Juventudes Socialistas en 2004 y se implica políticamente con el "NO a la guerra". Tiene raíces manchegas, pues su familia paterna emigra a Valencia procedente de Campillo de Altobuey, un pueblo de la provincia de Cuenca.

### Trayectoria Profesional
Se licencia en Derecho y ADE por la Universidad de Valencia. Tras las prácticas profesionales en el departamento de procesal del despacho de abogados Gómez-Acebo & Pombo, entra a formar parte del departamento de Procesal Penal del despacho J&A Garrigues, donde ejerce como abogada. Durante este periodo cursa un máster de Derecho Empresarial organizado por el Centro de Estudios Garrigues y la Universidad de Harvard, y posteriormente funda el despacho de abogados Gómez Belenguer Abogados. En esta última etapa profesional es abogada en casos vinculados a delitos contra la administración pública, en piezas de Gurtel o su trabajo en una de las acusaciones particulares del caso Nóos, uno de los casos de corrupción en los que se ve implicado el Ayuntamiento de Valencia .
Estas trayectoria profesional le hizo ser vista como un azote contra la corrupción del PP que inundaba València.

### Trayectoria Política
Se afilia a las Juventudes Socialistas a los 18 años, y empieza a ser parte activa del entramado asociativo juvenil de la ciudad de Valencia y del conjunto de la Comunidad Valenciana. Es vicepresidenta del Consejo de la Juventud de Valencia durante cuatro años y posteriormente preside el máximo órgano de representación juvenil de la C. Valenciana, el Consell de la Joventut de la CV.

#### Concejala de Protección Ciudadana del Ayuntamiento de Valencia
En la formación socialista, fue secretaria de Acción Electoral de JSPV y en 2012 entra a formar parte de la Comisión Ejecutiva del Partido Socialista del País Valenciano (PSPV) de Valencia Ciudad como secretaria de Ideas y Programas. En las elecciones municipales de 2015 ocupa el número dos de la candidatura del PSOE al Ayuntamiento de Valencia. Tras los resultados de las elecciones municipales, es elegida concejala del consistorio, donde comienza como Teniente de Alcalde del Área de Protección Ciudadana, siendo la primera mujer que dirigiría la policía y los bomberos en el Ayuntamiento de Valencia.

#### Portavoz del Gobierno y Primera Teniente de Alcalde del Ayuntamiento de València
En agosto de 2016, tras la dimisión de Joan Calabuig como concejal y portavoz del PSOE en el Ayuntamiento de Valencia, asume el cargo de portavoz y todas las competencias de su predecesor en el Ayuntamiento, dejando el área de protección ciudadana, para asumir el Área de desarrollo económico sostenible, así como la portavocía del gobierno y la primera tenencia de alcalde del Ayuntamiento de Valencia.

#### Secretaria General del PSPV-PSOE de Valencia ciudad
El 4 de febrero de 2018 es elegida, en primarias, secretaria general del PSPV-PSOE de Valencia ciudad.

#### Candidata al Ayuntamiento de Valencia
En septiembre de 2022 es elegida por el PSPV como candidata a la alcaldía en las elecciones municipales de mayo 2023.
Diputada al Parlamento Europeo
En junio de 2025, fue elegida diputada al Parlamento Europeo por el Partido Socialista Obrero Español, donde ejerce de Coordinadora del Grupo Socialistas y Demócratas en la Comisión de Peticiones. Es también miembro de la Comisión de Presupuestos y de la Delegación para las Relaciones con Japón. 

## Cargos desempeñados
- Vicepresidenta del Consejo de la Juventud de Valencia
- Presidenta del Consell de la Joventut de la CV
- Secretaria de Acción Electoral de JSPV
- Secretaria de Ideas y Programas en la Comisión Ejecutiva del PSPV de Valencia Ciudad (2012)
- Concejala de Protección Ciudadana del Ayuntamiento de Valencia.
- Portavoz del Ayuntamiento de Valencia.
- Primera Teniente de Alcalde y concejala de Desarrollo Urbano y Envejecimiento Activo en el Ayuntamiento de Valencia.
- Secretaria General del PSPV-PSOE de Valencia ciudad.
- Eurodiputada por el PSOE